# Joseph Kignoumbi Kia Mboungou
Joseph Kignoumbi Kia Mboungou (ur. 10 października 1952 w Pointe Noire) – kongijski polityk, deputowany do Zgromadzenia Narodowego Konga, prezes i założyciel politycznego stowarzyszenia La Chaîne. Był kandydatem na urząd prezydenta w 2002, 2009, 2016 i 2021 roku. Jest II Sekretarzem Zgromadzenia Narodowego.  

## Życiorys
W 1995 roku podczas I Kongresu Panafrykańskiego Związku na rzecz Demokracji Społecznej został wybrany sekretarzem krajowym ds. finansowych oraz małych i średnich przedsiębiorstw. Był kandydatem UPADS w wyborach prezydenckich w 2002 roku. Zajął drugie miejsce z wynikiem 2,76% (33 154 głosów).
W wyborach parlamentarnych w 2002 roku uzyskał mandat deputowanego do Zgromadzenia Narodowego kandydując w okręgu Sibiti z list UPADS. 28 grudnia 2006 roku, podczas I nadzwyczajnego kongresu Panafrykańskiego Związku na rzecz Demokracji Społecznej został wybrany w skład kolegium wiceprzewodniczących UPADS. Reelekcję na deputowanego uzyskał w wyborach parlamentarnych w 2007 roku, ponownie kandydując z list UPADS.
Podczas prawyborów w UPADS przed wyborami prezydenckimi w 2009 roku wycofał się z kandydowania na rzecz Ange Édouarda Poungui. 19 czerwca 2009 Sąd Konstytucyjny zakazał Poungui udziału w wyborach z powodu niespełnienia wymogów konstytucyjnych (przez okres co najmniej dwóch lat trzeba zamieszkiwać kraj), w wyniku czego Mboungou zdecydował się kandydować (jako osoba bezpartyjna). Uzyskał 100 181 głosów (7,46%), tym samym zajmując drugie miejsce spośród 13 kandydatów.
22 grudnia 2009 roku został wybrany II Sekretarzem Zgromadzenia Narodowego, zastępując na tym stanowisku Claudine Munari. W 2013 roku przestał być wiceprzewodniczącym UPADS. W maju 2014 roku powołał polityczne stowarzyszenie La Chaîne, którego został prezesem. Był jednym z kandydatów na urząd prezydenta w wyborach w 2016 roku. Kandydując z ramienia La Chaîne, uzyskał 3540 głosów (0,25%), zajmując 7 miejsce.
W wyborach parlamentarnych w 2017 roku ponownie uzyskał mandat deputowanego do Zgromadzenia Narodowego, kandydując w okręgu Sibiti z list La Chaîne. W wyborach prezydenckich w 2021 roku był kandydatem partii La Chaîne. Uzyskał 10 502 głosów (0,6%), zajmując 4 miejsce.